# Super TV
Die Super TV ist eine überregionale klassische Fernsehzeitschrift mit wöchentlicher Erscheinungsweise. In der Super TV werden neben redaktionellen Beiträgen, die besonders auf die Bevölkerung der neuen Bundesländer ausgerichtet ist, eine Vielzahl von Programmübersichten aufgelistet.
Die Super TV erscheint in der Mediengruppe Klambt. Aktueller Chefredakteur der Programmzeitschrift ist Herbert Martin.
Die Fernsehzeitschriften Funkuhr, Bildwoche, TVNeu und die 2 sind Schwester-Zeitschriften der Super TV.

## Geschichte
Super TV war  ein gemeinsames Projekt der süddeutschen Zeitschriftenverlage Burda und Gong, welche die 1990 gestartete Programmzeitschrift eigens für den Osten Deutschlands konzipiert hatten. 1996 übernahm Burda vom Gong Verlag sämtliche Anteile an der Super TV. Im Gegenzug erhielt Gong von Burda dessen langjährige Programmzeitschrift Bild+Funk. 2005 trennte sich Burda zugunsten seiner damaligen  Neuerwerbungen TV Spielfilm und TV Today von  der Super TV  und verkaufte diese an den mittlerweile zur Funke Mediengruppe gehörenden Gong Verlag zurück. Dort wurde die Super TV relauncht und in dessen Programmzeitschriften  „Gong“ / „Bild+Funk“ eingegliedert.